# Koemakapan
Koemakapan, ook wel Kumakhapan, is een dorp in Sipaliwini, Suriname, aan de Lawarivier op de grens met Frans-Guyana. De plaatsnaam betekent vertaald plaats van de kapokboom. In het dorp wonen inheemse Surinamers van het volk Wayana. Het dorphoofd is aangesloten bij de Vereniging Inheemse Dorpshoofden Suriname (VIDS). Het dorp woonde in april 2019 de Wayana-krutu bij die door Mulokot werd georganiseerd om tot een gemeenschappelijke visie te komen voor de Wayana-dorpen.
Op een Frans eiland recht tegenover een vertakking van de Lawa ligt het kleinere Tukano.
In het dorp bevindt zich een meetstation van Meteosur.
Affivisiti · Agaigoni · Ajokojokondre · Akani Pata · Aloepi 1 & 2 · Alopi · Antino · Antonio do Brinco · Apetina · Benanoe · Benzdorp · Clementi · Cottica · Draai · Drietabbetje · Gakaba · Godo-olo · Godoro · Granbori · Herminadorp · Intelewa · Kampoe · Kawemhakan · Koemakapan · Kontina · Lensidede · Maboga · Maisa Kampu · Manlobi · Moitaki · Monpoesoe · Nikie · Paloemeu · Peleloe Tepoe · Peruano · Poeketi · Poeloegoedoe · Ronaldo · Sajé · Tjon Tjon · Tutu Kampu · Wanfinga · Wehejok